# 주파수 도약 확산 스펙트럼
주파수 도약 확산 스펙트럼(Frequency-hopping spread spectrum, FHSS)은 정해진 시간에 따라 주파수를 이동하면서 통신하는 방법으로서, 반송파 주파수가 일정하지 않고 마치 토끼처럼 깡충깡충 뛴다고 해서 ‘주파수 도약’이라고 한다. 최근 군사용 무전기나 레이더는 주파수 도약 방식을 사용, 적의 전파 방해나 도청으로부터 보호하는 대전자전 기능을 갖고 있다.

## 같이 보기
- 직교 주파수 분할 다중 방식